# Even Flow
Even Flow è un singolo dei Pearl Jam; il brano è anche contenuto nell'album Ten, ed è uno dei brani più celebri del gruppo.

## Il brano
La musica è di Stone Gossard e il testo di Eddie Vedder. La linea vocale della canzone inizia con un intervallo di tritono molto prominente. Un'altra versione della canzone fu registrata con il batterista Dave Abbruzzese, mentre la band registrava la colonna sonora del film Singles - L'amore è un gioco. Questa versione fu utilizzata per la versione britannica in vinile e anche sull'album di greatest hits della band, mentre la versione originale fu pubblicata nei singoli statunitensi.
L'ispirazione per il brano, che parla della tipica vita di un senzatetto e delle sue condizioni, venne a Eddie Vedder mentre passeggiava intorno allo studio di Seattle in cui la band stava registrando l'album e incontrò un veterinario, anche lui di nome Eddie, che era rimasto senza casa, dandogli un panino per sfamarsi. Quando la band tornò da uno dei suoi primi tour europei, il cantante tornò in città per cercarlo ma scoprì che si era spostato sotto un viadotto: l'uomo morì poco tempo dopo senza aver mai accettato aiuto da nessuno.
La canzone è stata inserita nel videogioco Guitar Hero III: Legends of Rock.

## Video musicale

### Originale
Inizialmente la band ingaggiò il regista e fotografo Rocky Schenck per filmare il video della canzone; il 31 gennaio, prima di partire per l'Inghilterra per iniziare il tour europeo, vennero a Los Angeles per filmare il video, che si basava su un'idea avuta da Stone Gossard. Schenck registrò la band sul set di uno zoo, dove aveva preparato un paesaggio notturno e selvaggio in una struttura chiusa e pose le luci tra le gabbie e gli alberi; parallelamente agli animali, i membri della band furono ripresi individualmente e poi assieme, stando su un versante di una collina e riprendendo un'improvvisazione. La registrazione durò delle ore, ma la band non rimase soddisfatta da tale risultato.
Le riprese di Schenck furono considerate un grande dispendio di tempo e denaro; tali riprese danneggiarono anche il polso di Abbruzzese, che fu portato al pronto soccorso dopo le riprese e gli fu consigliato di non mettere sotto stress il polso. Dave si esibì infatti nel tour europeo con una stecca attaccata alle mani.

### Ufficiale
Il video originale fu sostituito con uno che riprendeva la performance di questa canzone al Moore Theater di Seattle, il 17 gennaio. Le immagini utilizzate per il video riprendono vari momenti del concerto: durante l'intero video, infatti, Mike McCready e Stone Gossard suonano due differenti chitarre, mentre le riprese di Eddie Vedder che si arrampica sull'impalcatura del palco fu fatta durante Porch. L’autore delle riprese fu Josh Taft, che non stava riprendendo il tutto come regista, ma come amico di Stone. Nonostante ciò, Eddie era fortemente disturbato dalla presenza di Taft e gli disse: "Questo non è uno studio TV, Josh. Spegni quelle luci, questo è un fottuto concerto rock!". Tutto sommato, la presenza di Taft allo show e il fatto che le sue riprese furono sufficienti a mettere su un video interessante, fu un colpo di fortuna; quando però la Epic dovette fornire ad MTV un video musicale per Even Flow e la band vide i risultati del video di Schenck, si optò per questa versione di Taft.

## Tracce
- Compact Disc Single (USA, Germania, Australia, Austria e Brasile)

1. "Even Flow" (Vedder, Gossard) – 4:54
2. "Dirty Frank" (Vedder, Gossard, Ament, McCready, Abbruzzese) – 5:32
  - Inedita
3. "Oceans" (Remix) (Vedder, Gossard, Ament) – 2:32

- Compact Disc Single (Regno Unito)

1. "Even Flow" (New Version) (Vedder, Gossard) – 4:58
2. "Dirty Frank" (Vedder, Gossard, Ament, McCready, Abbruzzese) – 5:32
  - Inedita
3. "Oceans" (Remix) (Vedder, Gossard, Ament) – 2:32

- 7" Vinyl Single (Regno Unito)

1. "Even Flow" (New Version) (Vedder, Gossard) – 5:04
2. "Oceans" (Remix) (Vedder, Gossard, Ament) – 2:32

- 7" Vinyl Single (Paesi Bassi)

1. "Even Flow" (Vedder, Gossard) – 4:54
2. "Dirty Frank" (Vedder, Gossard, Ament, McCready, Abbruzzese) – 5:32
  - Inedita

- 12" Vinyl Single (Regno Unito)

1. "Even Flow" (New Version) (Vedder, Gossard) – 4:58
2. "Dirty Frank" (Vedder, Gossard, Ament, McCready, Abbruzzese) – 5:32
  - Inedita
3. "Oceans" (Remix) (Vedder, Gossard, Ament) – 2:32

- Cassette Single (Regno Unito)

1. "Even Flow" (Nuova versione) (Vedder, Gossard) – 5:04
2. "Oceans" (Remix) (Vedder, Gossard, Ament) – 2:32

- Cassette Single (Australia)

1. "Even Flow" (Vedder, Gossard) – 4:53
2. "Dirty Frank" (Vedder, Gossard, Ament, McCready, Abbruzzese) – 5:32
  - Inedita
3. "Oceans" (Remix) (Vedder, Gossard, Ament) – 2:32